# Berceuse
Berceuse er en musikalsk genre med instrumental- eller vokalmusik som f.eks. en sang – hvor sang og musik er skrevet med henblik på falde i søvn, især brugt i forbindelse med mindre børn. Derefter kaldes en berceuse tit en vuggevise.